# 街頭巷尾
《街頭巷尾》（英語：[Our Neighbor] 错误：{{Lang}}：文本有斜体标记（帮助））是一部在1963年上映的台灣電影，由自立電影公司所出品，李行導演所執導，李冠章、羅宛琳等人主演。
這部電影也是李行所執導的第一部以「健康寫實」為題材的國語片。

## 劇情簡介
描述在都市角落的違建雜院，石三泰與陳阿發是從中國大陸來到台灣，並且居住在大雜院裡與本省族群一同生活，彼此照料生活。
其中原本小珠與母親相依為命，但小珠的母親後來卻因重病過世了，於是一個拾荒的鄰居石三泰收養了小珠，並將她視如己出，也漸漸的培養了深厚的父女之情。
朱麗麗與男友吳根財也住在這個族群裡，但兩人的生活方式極為不協調，吳根財是一個唯利是圖的人，但朱麗麗本性卻是善良的，也在不知不覺中愛上了靠勞力賺錢的陳阿發……

## 演出表
| 演 員  | 角 色  | 備 註      |
| 李冠章 | 石三泰 | 拾荒的人   |
| 羅宛琳 | 小珠   |            |
| 何玉華 | 小珠媽 | 單親母親   |
| 楊帆   | 志明   |            |
| 崔小萍 | 徐奶奶 |            |
| 曹健   | 陳阿發 | 三輪車車伕 |
| 游娟   | 朱麗麗 | 風塵女子   |
| 歐雲龍 | 流氓   |            |
| 王孫   | 醫生   |            |

## 獲獎
- 第2屆金馬獎
  - 最佳童星 - 羅宛琳

## 外部連結
- 開眼電影網上《街頭巷尾》的資料（繁體中文）
- 香港影庫上《街頭巷尾》的資料（繁體中文）
- 豆瓣电影上《街頭巷尾》的資料 （简体中文）
- 时光网上《街頭巷尾》的資料（简体中文）
- AllMovie上《街頭巷尾》的资料（英文）
- 互联网电影数据库（IMDb）上《街頭巷尾》的资料（英文）